# イノチノリズム
「イノチノリズム」は、DANCE EARTH PARTYの1stシングル。2013年1月16日にUNIVERSAL SIGMAから発売。

## 概要
- 2013年2月に上演された舞台『DANCE EARTH 〜生命の鼓動〜』のメインキャスト4人で「DANCE EARTH PARTY」を結成[2][3]。
- 「初回限定盤（CD+DVD）」「通常盤（CD）」の2形態で発売。
- ミュージックビデオにはGENERATIONS from EXILE TRIBEも出演。

## 参加メンバー
- ÜSA（EXILE）
- TETSUYA（EXILE）
- NESMITH（EXILE）
- Crystal Kay

## 収録曲

### CD
1. イノチノリズム [4:38]
  - 作詞：michico, USA / 作曲：T.Kura, michico / 編曲：T.Kura

舞台「DANCE EARTH 〜生命の鼓動〜」のテーマ曲
NOTTV「EXFILE」のテーマソング
USAが初の作詞に挑戦した。
2. 戦下の地球(ほし)で [4:56]
  - 作詞・プロデュース：岸谷五朗 / 作曲：大崎聖二 / 編曲：JiN
3. MOON DANCE [3:53]
  - 作曲：DJ KIRA
4. イノチノリズム (Instrumental)
5. 戦下の地球(ほし)で (Instrumental)

### DVD
- イノチノリズム（Video Clip）
- The Making of イノチノリズム